# Druckhütte
Eine Druckhütte ist ein kleines Nebengebäude eines Wohnanwesens, das zur Produktion von einfachem Glasschmuck diente. Dabei wurden Glasperlen und verwandte Produkte wie beispielsweise Christbaumschmuck durch Pressen („Drücken“) des Rohglases in entsprechende (wassergekühlte) Holz- oder Eisenformen hergestellt. Bei diesen Produktionsschritten war es nicht unbedingt notwendig, das Glas komplett zu schmelzen; es reichte, das Ausgangsmaterial (oft Glasstäbe, -streifen oder -rohre) so weit zu erhitzen, bis es weich genug für die Verformung war. Weitere Produktionsvarianten sind bei Glasperlen dargestellt.
Diese Produktionsweise war typisch für die Glasschmuckindustrie in der Gegend von Gablonz vom späten 19. Jahrhundert bis zum Ende des Zweiten Weltkriegs, wobei Druckhütten meistens im Nebenerwerb neben einer Landwirtschaft oder noch anderen Erwerbstätigkeiten zum Einsatz kamen. Es wurde auch dem Bereich der Heimarbeit zugerechnet, also der häuslichen Zuarbeit für die nächstgrößere Industrie. Von Gablonz aus wurden diese Verfahren nach dem Zweiten Weltkrieg und der Vertreibung auch in diverse Gegenden der Bundesrepublik Deutschland mitgenommen, wo sich diese Gruppen wieder ansiedelten, s. u. bei Weblinks.
Dass solche Produktionsanlagen in ein separates Gebäude ausgelagert wurden, war Sicherheitsaspekten geschuldet: Geschmolzenes Glas ist mehrere hundert Grad heiß und bedeutet eine ständige Feuergefahr, insbesondere wenn die Feuer zum Heizen der Schmelze mit Holz (aus den umgebenden Wäldern) gespeist wurden.